# Bastianpreis
Der Bastianpreis (norwegisch: Bastianprisen) ist der jährliche Preis der norwegischen Übersetzervereinigung für herausragende Übersetzungen ins Norwegische im Bereich der Belletristik.
Der Bastianpreis wurde 1951 eingerichtet, seit 1984 gibt es ebenso einen Preis für übersetzte Kinder- und Jugendliteratur. Die Prämie des Preises besteht aus einer Statue eines kleinen Pferds, die vom norwegischen Bildhauer Ørnulf Bast geschaffen wurde. Daraus leitet sich auch der Name der Statue ab: «Bastian». Zudem werden 50.000 norwegische Kronen vergeben.

## Preisträger
- 1951: Helge Simonsen für Eric Linklater: Mitt dårligere jeg
- 1952: Eli Krog für Doris Lessing: Det synger i gresset
- 1953: Åke Fehn für Jerome David Salinger: Hver tar sin...
- 1954: Nils Lie für Alan Stewart Paton: For sent
- 1955: Leo Strøm für Romain Gary: Dagens farver
- 1956: Elsa Uhlen für Lew Nikolajewitsch Tolstoi: Legender og fortellinger
- 1957: Peter Magnus für Kamala Markandaya: Nektar i et såld
- 1958: André Bjerke für Molière: Misantropen
- 1959: Odd Bang-Hansen für Hans Christian Andersen: Märchen
- 1960: Hartvig Kiran für Robert Burns: Dikt i utval
- 1961: Halldis Moren Vesaas für Jean Racine: Fedra
- 1962: Trygve Greiff für Lawrence Durrell: Mountolive og Clea
- 1963: Carl Hambro für Claude Simon: Veien gjennom Flandern
- 1964: Brikt Jensen für André Gide: Falskmynterne
- 1965: Sigmund Skard für Vaganten-Weisen
- 1966: Hans Braarvig für Günter Grass: Hundeår
- 1967: Åse-Marie Nesse für Wolfgang Hildesheimer: Tynset
- 1968: Albert Lange Fliflet für Kalevala
- 1969: Milada Blekastad für Ludvík Vaculík: Øksa
- 1970: Lotte Holmboe für Siegfried Lenz: Tysktime
- 1971: Axel Amlie für Vladimir Nabokov: Forsvaret
- 1972: Ivar Eskeland für William Heinesen: Den gode von
- 1973: Trond Winje für E. T. A. Hoffmann: Fantastiske fortellinger
- 1974: Tom Rønnow für Joachim Fest: Hitler
- 1975: Kjell Risvik für Mario Vargas Llosa: Pantaléon og tjenerinnene
- 1976: Carl Fredrik Engelstad für Paul Nizon: Antoine Bloyé
- 1977: Erik Gunnes für Isaac Bashevis Singer: Den usette
- 1978: Geir Kjetsaa für Nikolai Wassiljewitsch Gogol: Revisoren
- 1979: Arne Dørumsgaard für eine Anthologie mit chinesischer Poesie: Fønixfuglen og dragen
- 1980: Carsten Middelthon für Peter Weiss: Motstandens estetikk
- 1981: Anne-Lisa Amadou für Marcel Proust: I skyggen av blomstrende piker
- 1982: Hans Aaraas für Georges Bernanos: Monsieur Ouine
- 1983: Ole Michael Selberg für Tadeus Rózewicz: Kvitt ekteskap
- 1984: Johannes Farestveit für herausragende Verdienste um die Übersetzung
- 1984: Knut Ødegård für Thor Vilhjálmsson: Fort, fort, sa fuglen
- 1984: Zinken Hopp für herausragende Verdienste um die Übersetzung
- 1985: Herbert Svenkerud für William Trevor: Skjebnens marionetter
- 1985: Siri Ness für Mary Norton: Lånerne til værs
- 1986: Ivar Orgland für Dikt av islandske kvinner fra 1700-tallet til våre dager
- 1986: Tor Edvin Dahl für Roald Dahl: Heksene
- 1987: Anne Elligers für Simone de Beauvoir: Mandarinene
- 1987: Kari Skjønsberg für Lloyd Alexander: Katten som sa nei
- 1988: Camilla Wulfsberg für Pat Barker: Nyttårsbarn
- 1988: Tormod Haugen für Patricia MacLachlan: En mor til sommeren
- 1989: Isak Rogde für Peter Pohl: Janne min venn
- 1989: Turid Farbregd für Jaan Kaplinski: Same hav i oss alle
- 1990: Inger Gjelsvik für Margaret Atwood: Katteøyet
- 1990: Tove Gravem Smedstad für Wilhelm Grimm/Maurice Sendak: Kjære Mili
- 1991: Mette Newth für Anne Cameron: Barn av sitt folk
- 1991: Mona Lange für Emmanuel Dongala: Vindmannen
- 1992: Aud Greiff für J. M. Coetzee: Jernalder
- 1992: Johan Fredrik Grøgaard für Fritz Berliner: Drømmestedet
- 1993: Jo Giæver Tenfjord für herausragende Verdienste um die Übersetzung
- 1993: Karin Gundersen für Stendhal: Kartusianerklosteret i Parma
- 1994: Lars Vikør für Jan de Zanger: Kvifor sa vi ingenting?
- 1994: Merete Alfsen für Virginia Woolf: Orlando
- 1995: Halldis Moren Vesaas für herausragende Verdienste um die Übersetzung
- 1995: Nils Ivar Agøy für J. R. R. Tolkien: Silmarillion
- 1996: Kåre Langvik-Johannessen für Jan van Ruysbroek: Det åndelige bryllups smykke
- 1996: (Preis für Kinder- und Jugendliteratur wurde nicht vergeben)
- 1997: Erik Krogstad für Cecilie Eken: Kongebarnet
- 1997: Johannes Gjerdåker für Robert Burns: Dikt og songar i utval
- 1998: Jo Ørjasæter für Carolyn Coman: Det Jamie såg
- 1998: Solveig Schult Ulriksen für Honoré de Balzac: Eugénie Grandet
- 1999: Christian Rugstad für José Saramago: Det året Ricardo Reis døde
- 1999: Henning Hagerup für Vikram Seth: Dyriske fabler fra her og der
- 2000: Erik Ringen für François Rabelais: Pantagruel
- 2000: Torstein Bugge Høverstad für Joanne K. Rowling: Harry Potter og de vises stein
- 2001: Gunnel Malmstrøm für herausragende Verdienste um die Übersetzung
- 2001: Kari Kemény für Sándor Márai: Glør
- 2002: Birger Huse für Gustave Flaubert: Madame Bovary
- 2002: Øystein Rosse für Peter Carey: Den store premien
- 2003: Arne Worren für Miguel de Cervantes: Don Quijote
- 2003: Tove Bakke für Daniel Pennac: Hund! Hund!
- 2004: Dag Heyerdahl Larsen für Patrick O’Brian: Orlogskaptein
- 2004: Fartein Døvle Jonassen für David Klass: Du kjenner meg ikke
- 2005: Bård Kranstad für João Guimarães Rosa: Den store Sertão
- 2005: Guri Vesaas für herausragende Verdienste um die Übersetzung
- 2006: Olav Angell für den jahrelangen Einsatz als Übersetzer
- 2006: Merete Alfsen für William Nicholson: Vindsangeren
- 2007: Grete Kleppen für Hélène Cixous: Blendverk
- 2007: (Preis für Kinder- und Jugendliteratur wurde nicht vergeben)
- 2008: Per Qvale für Thomas Mann: Lotte i Weimar
- 2008: Ragnar Hovland für Roald Dahl: Georgs magiske medisin
- 2009: Tom Lotherington für Jonathan Littell: De velvillige
- 2009: Kyrre Haugen Bakke für Nick Hornby: Slam
- 2010: Isak Rogde für Uwe Tellkamp: Tårnet
- 2010: (Preis für Kinder- und Jugendliteratur wurde nicht vergeben)
- 2011: Knut Ofstad für Cormac McCarthy: Blodmeridianen
- 2012: Ika Kaminka für Haruki Murakami: 1Q84
- 2013: Tommy Watz für Alberto Moravia: De likeglade
- 2014: Eve-Marie Lund für Marlene van Niekerk: Agaat
- 2015: Oskar Vistdal für Gyrðir Elíasson: Utsyn frå sørglaset
- 2016: Kristina Solum für Roberto Bolaño: 2666
- 2017: Bjørn Herrman für George Orwell: Nittenåttifire
- 2018: Mikael Holmberg für Elias Lönnrot: Kalevala
- 2019: Sverre Dahl für Daniel Kehlmann: Tyll
- 2020: Gøril Eldøen für Virginie Despentes: Vernon Subutex
- 2021: Geir Pollen für Anton Tschechow: Dama med hunden og andre forteljingar
- 2022: Kirsti Vogt für Bernardine Evaristo: Jente, kvinne, annet
- 2023: Magne Tørring für Mieko Kawakami: Natsus somre